# Antonio Alonso Martinez
Antonio Alonso Martinez (n. Portugal; 29 de abril de 1963) es un pintor luso español.
Martínez utiliza un método muy personal de alienar a sus modelos con el fin de expresar las alusiones, las posibles preguntas o incluso críticas formuladas contra las personas que aparecen, o al menos contra nuestras percepciones de las personas.
Martinez surgió durante el Boom de las artes plásticas portuguesas en los años 1980.
Hijo de madre portuguesa y padre español a los quince años optó por la nacionalidad española. 
Es graduado en pintura por el Centro de Arte y Comunicación Visual - Ar.Co, de Lisboa.
En 1984 fue coautor del Manifiesto de la Pintura multiinstrumentista publicado en el Jornal de Letras, Artes e Ideias (Periódico de Letras, Artes e Ideas) el 26 de junio de 1984. Este manifiesto fue acompañado por una exposición en la Facultad de Bellas Artes de la Universidad de Lisboa, creando entusiasmo entre los nuevos artistas y críticos.
En enero de 2011, una obra suya - Retrato de Kurt Cobain - alcanzó el segundo valor más alto en la subasta de Arte Contemporáneo de la casa de subastas  austriaca Dorotheum. En septiembre de 2012, otro retrato suyo de Kurt Cobain fue vendido en la casa de subastas Christie's en Londres. En enero de 2013, en Varsovia, una de sus obras - Diana - alcanzó el valor más alto en la subasta del Club de Millonarios Forbes.